# Oracle Database
Oracle Database (часто просто Oracle) — об'єктно-реляційна система керування базами даних від Oracle Corporation.

## Історія
- 1977 — Ларрі Еллісон, Боб Майнер і Ед Оутс заснували компанію Software Development Laboratories (SDL).
- 1979 — SDL змінила ім'я на Relational Software, Inc. (RSI) і випустила СУБД під назвою Oracle v2.
- 1983 — випущена версія 3, переписана на Сі, стала підтримувати функції COMMIT і ROLLBACK для реалізації транзакцій. В цій версії підтримки платформ була розширена: крім реалізації на DEC VAX/VMS з'явилась реалізація на Unix. Oracle v3 стала першою СУРБД, що працювала одночасно на мейнфреймах, мінікомп'ютерах і ПК.
- 1984 — випущена версія 4, що містить засоби керування паралельним виконанням операцій, такі як многоверсійне узгоджене читання та інші необхідні для паралельних обчислювальних можливостей.

- 2013 — вийшла версія 12c (12.1.0.1), основне нововведення — підтримка приєднуваних баз даних (англ. pluggable database), що забезпечує властивості мультиарендності і живої міграції баз даних[2], суфікс «c» у назві означає англ. cloud (хмара).

## Програмно-апаратні платформи
Oracle RDBMS 10g з 2005 року підтримує такі програмно-апаратні платформи:
- Linux x86
- Linux x86 64
- Linux на zSeries
- Linux Itanium
- Linux на POWER[en]
- Microsoft Windows (32-біт)
- Microsoft Windows (x64)
- Microsoft Windows (64-біт Itanium)
- Solaris x86
- Solaris SPARC (64-біт)
- AIX5L
- HP-UX PA-RISC
- HP-UX Itanium
- HP Tru64 UNIX
- HP OpenVMS Alpha
- IBM z/OS
- Mac OS X Server